# Gare de Méricourt – Ribémont
Gare de Méricourt - Ribémont – przystanek kolejowy w Méricourt-l’Abbé, w departamencie Somma, w regionie Hauts-de-France, we Francji.
Jest przystankiem kolejowym Société nationale des chemins de fer français (SNCF), obsługiwaną przez pociągi TER Picardie.